# Катастрофа Douglas DC-3 в аеропорту Румбек
Рейс Міжнародного руху Червоного Хреста — був рейсом в Румбек, Південний Судан. 10 березня 2003 року Aero Modifications AMI DC-3-65TP розбився перед посадкою у міжнародний аеропорт Румбек, ніхто не загинув.

## Катастрофа
Літак наближався до злітно-посадковій смуги міжнародного аеропорту Румбек (1400 м х 35 м, гравій) і близько 60 футів над землею, літак раптово втратив 9 вузлів швидкості в типових умовах зсуву вітру. Літак здійснив жорстке приземлення і зупинився в кюветі. Обидва двигуни та шасі були обірвані в результаті аварії. Літак був частково відремонтований на місці замінивши дві основні стійки шасі. Літак був частково відремонтований на місці замінивши дві основні стійки шасі, хвостове колесо, два двигуни, два пропелера, один елерон та невеличкий ремонт фюзеляжу. Літак був доставлений назад до Південної Африки 17 квітня 2003.